# Лієберг Ендель Аугустович
Ендель Аугустович Лієберг (ест. Endel Lieberg; нар. 28 серпня 1927, Ярвамаа — пом. 10 серпня 2011) — працівник сільського господарства Естонської РСР, двічі Герой Соціалістичної Праці.

## Біографія
Народився 28 серпня 1927 року на території сучасного повіту Ярвамаа Естонії у селянській сім'ї. Естонець. Упродовж 1935—1941 років навчався у початковій школі у селі Сагвері. Під час німецько-радянської війни залишався на окупованій території, працював у домашньому господарстві. У 1945—1947 роках навчався у садівничому технікумі у місті Тюрі, навчання не закінчив.
Трудову діяльність розпочав у вересні 1947 року обліковцем нормувальником Ярвамааського промкомбінату у місті Пайде. Потім працював там же техніком, завідувачем планового відділу. З червня 1950 року — технік-будівельник відділу колгоспного будівництва Ярвамааського виконкому, завідувач відділу колгоспного будівництва Пайдеського райвиконкому.
У квітні 1953 року вступив до КПРС, певний час був на партійній роботі: інструктором сільгоспвідділу Пайдеського райкому Компартії Естонії, інструктором Пайдеської зони машинно-тракторної станції. Після вересневого 1953 року пленуму ЦК КПРС був направлений на роботу до села.
У січні 1954 року був обраний головою колгоспу імені Молотова (у 1955—1960 роках — колгосп «Койт», з березня 1960 року — колгосп «9 Травня») Пайдеського району Естонської РСР, який згодом був нагороджений орденом Леніна.
У 1971 році обирався делегатом XXIV з'їзду КПРС. Депутат Ради Союзу Верховної Ради СРСР 9—11-го скликань (1974—1989) від Естонської РСР. Член ЦК Компартії Естонії.
З 1990 року — персональний пенсіонер союзного значення. Після відновлення незалежності Естонії продовжував очолювати фермерське господарство у волості Вьяетса до 2000-х років, жив у селищі Вьяетса. Помер 10 серпня 2011 року. Похований у місті Пайде на цвинтарі Сіллаотса.

## Відзнаки
- Указом Президії Верховної Ради СРСР від 8 квітня 1971 року за видатні успіхи, досягнуті у розвитку сільськогосподарського виробництва та виконанні п'ятирічного плану продажу державі продуктів землеробства та тваринництва, Лієбергу Енделю Аугустовичу присвоєно звання Героя Соціалістичної Праці з врученням ордена Леніна (№ 395 072) та золотої медалі «Серп і Молот» (№ 18 163)[1];
- Указом Президії Верховної Ради СРСР від 10 липня 1987 року за видатні заслуги у розвитку сільськогосподарського виробництва та активну громадську діяльність Лієберга Енделя Аугустовича нагороджено орденом Леніна (№ 459 743) та другою золотою медаллю «Серп і Молот» (№ 219)[1]. Став двічі Героєм Соціалістичної Праці — єдиним у радянській Естонії;
- Заслужений працівник сільського господарства Естонської РСР з 1974 року;
- Нагороджений ще двома орденами Леніна (1 жовтня 1965; 27 грудня 1976), орденами Жовтневої Революції (12 грудня 1973), Трудового Червоного Прапора (1 березня 1958).